# 장클로드 카리에르
장클로드 카리에르(Jean-Claude Carrière, 1931년 9월 17일 ~ 2021년 2월 8일)는 프랑스의 각본가이자 배우이다.

## 출연 작품
- 눈물의 소금 (2020)
- 페이스풀 맨 (2018)
- 서칭 포 잉그마르 베르히만 (2018)
- 고흐, 영원의 문에서 (2018)
- 파리 시청 앞에서의 키스: 로베르 두아노 (2016)
- 더 페트로프 파일 (2014)
- 아티스트 앤 모델  (2012)
- 어떤 여인의 고백 (2012)
- 카리에르, 250 메트로스 (2011)
- 내 슬픈 창녀들의 추억 (2011)
- 사랑을 카피하다 (2010)
- 밀로스 포만: 당신을 죽이지 않는 것 (2009)
- 울잔 (2007)
- 마리 앙투아네트 (2006)
- 아비다 (2006)
- 고야의 유령 (2006)
- 조나단 글레이저 감독의 작업 (2005)
- 식탁으로 간 영화 (2005)
- 탄생 (2004)
- 브뉴엘과 솔로몬 왕의 탁자 (2001)
- 살사 (2000)
- 강대국의 전쟁 (1998)
- 존 말코비치의 25시 (1996)
- 지붕 위의 기병 (1995)
- 카사노바 (1992)
- 엣 플레이 인 더 필즈 오브 더 로드 (1991)
- 밀루의 어떤 5월 (1990)
- 나는 여백에 쓴다 (1989)
- 발몽 (1989)
- 더 포제스드 (1988)
- 벵골의 밤 (1988)
- 프라하의 봄 (1988)
- 돈 쥬앙 (1987)
- 내 사랑 맥스 (1986)
- 파리의 고갱 (1986)
- 스완의 사랑 (1984)
- 열정 (1982)
- 안토니에타 (1982)
- 단톤 (1982)
- 마틴 기어의 귀향 (1982)
- 인생 (1980)
- 디즈 키즈 아 그로운-업 (1979)
- 양철북 (1979)
- 성난 남자 (1978)
- 어깨 위의 나비 (1978)
- 더 데빌 인 더 박스 (1977)
- 욕망의 모호한 대상 (1977)
- 갱 (1977)
- 자유의 환상 (1974)
- 암흑가의 대결 (1973)
- 몽크 (1972)
- 리자 (1972)
- 부르주아의 은밀한 매력 (1972)
- 탈의 (1971)
- 볼사리노 (1970)
- 은하수 (1969)
- 그레이트 러브 (1969)
- 수영장 (1969)
- 파리의 도적 (1967)
- 세브린느 (1967)
- 미스 데스 (1966)
- 비바 마리아! (1965)
- 어느 하녀의 일기 (1964)